# 谷头 (阿拉巴马州)
谷头（英文：Valley Head），是美国阿拉巴马州下属的一座城市。面积约为3.47平方英里（约合8.98平方公里）。根据2010年美国人口普查，该市有人口558人，人口密度为160.95/平方英里（约合62.14/平方公里）。